# Nyctimene keasti
Nyctimene keasti is een vleermuis uit het geslacht Nyctimene die gevonden is op de Indonesische eilanden Babar, de Tanimbar-eilanden en de Kai-eilanden. Deze soort werd oorspronkelijk (in 1993) beschreven als de lokale ondersoort van Nyctimene albiventer op de Kai-eilanden, maar in 1995 werd hij erkend als een aparte soort in N. cephalotes-groep. Toen werd er ook een nieuwe ondersoort beschreven uit Tanimbar. In 2001 werd dan nog de derde ondersoort beschreven uit Babar. Deze drie ondersoorten verschillen in een aantal kenmerken van de schedel van hun nauwste verwant, de groothoofdbuisneusvleerhond (N. cephalotes). Die is groter dan N. k. keasti en N. k. tozeri, maar wat kleiner dan N. k. babari.
Er zijn drie ondersoorten:
- Nyctimene keasti babari Bergmans, 2001 (Babar)
- Nyctimene keasti keasti Kitchener in Kitchener et al., 1993 (Kei-eilanden)
- Nyctimene keasti tozeri Kitchener in Kitchener et al., 1995 (Yamdena in de Tanimbar-eilanden)